# Burg Bannes

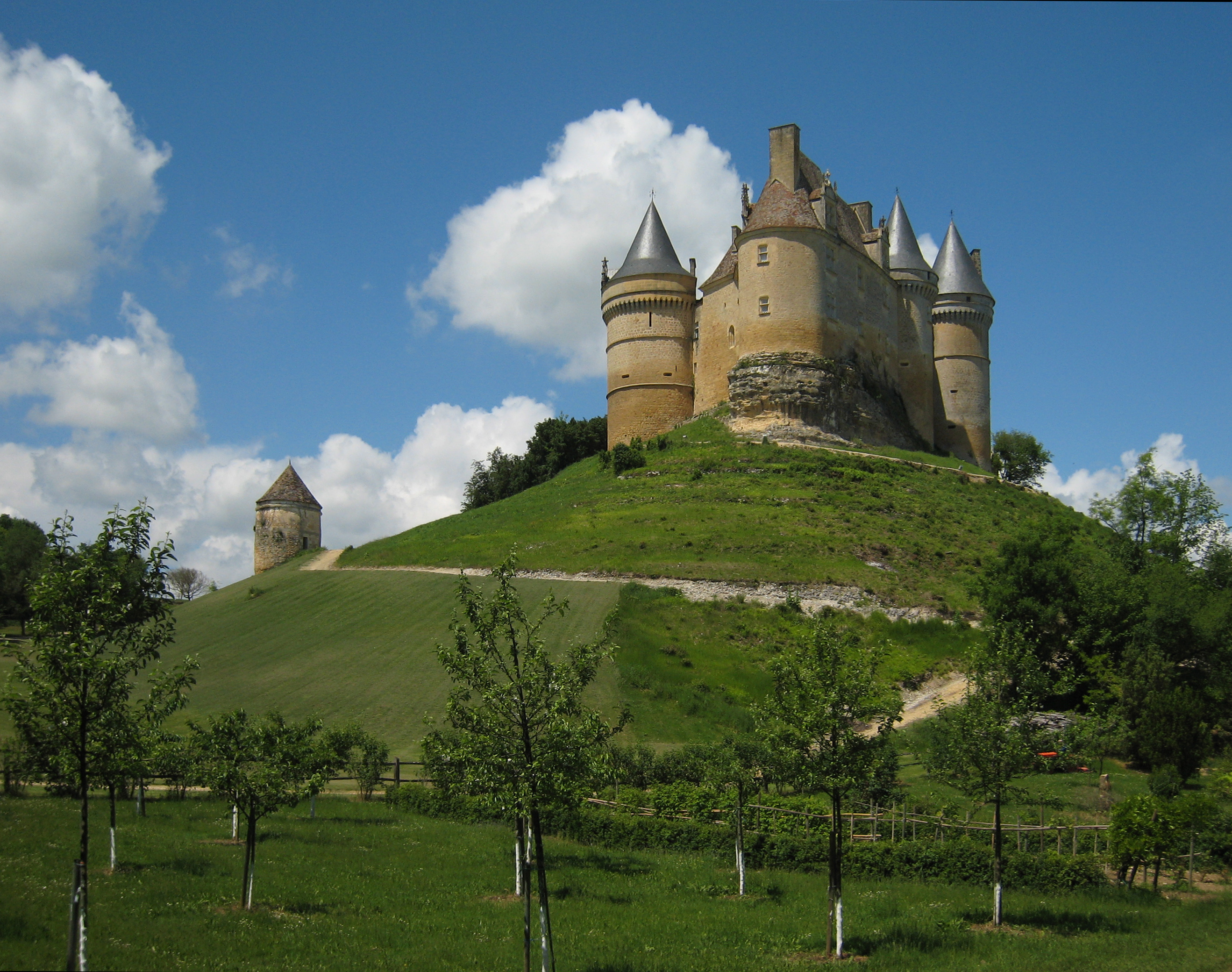
Burg Bannes

Die Burg Bannes (französisch Château de Bannes) liegt im Département Dordogne des französischen Périgord nahe dem Ort Beaumont.
Das Gebiet um Burg Bannes war schon früh besiedelt; Zeugnis dafür sind um 1840 zwischen Burg und Kirche gefundene Sarkophage und Münzen aus der Zeit Vespasians. Die erste, auf einem Felsenvorsprung über dem Tal der Couze errichtete Burganlage existierte mindestens seit dem 14. Jahrhundert, als Jean de Seignal der Besitzer war. 1409 wurde sie von Sort of Ramonet, dem Befehlshaber des englischen Castelnau Berbiguières belagert. Im Jahr 1442, am Ende des Hundertjährigen Krieges, wurde sie endgültig geschleift. 1510 erwarb Brandelis de Gontaut-Biron das Anwesen. Diese Familie von Wissenschaftlern und Historikern widmete sich der Rekonstruktion der Burg, die von Armand de Gontaut-Biron, Brandélis Bruder und Bischof von Sarlat-la-Canéda, schließlich vollendet wurde. 
Der aktuelle Südturm, als Turm Heinrich IV. bezeichnet, hat einen größeren Durchmesser als der ursprüngliche aus dem Mittelalter. Ansonsten wurde an dem Bauwerk, abgesehen von ein paar kleineren Reparaturen, kaum etwas verändert. Ein dekoriertes Châtelet als Eingang und verzierte Dacherker mildern den Festungs-Charakter. 1571 erwarb Jean II. de Losse die Burg, die bis 1882 im Besitz dieser Familie blieb. Danach gehörte das Anwesen der Familie Fayolle du Moustier. 1960 wurde es wiederum veräußert.